# 代々木公園陸上競技場
代々木公園陸上競技場（よよぎこうえんりくじょうきょうぎじょう）は、東京都渋谷区代々木公園のB地区にある日本陸上競技連盟第3種公認陸上競技場である。日本の陸上競技の第一人者として知られた織田幹雄の業績を称え、「織田フィールド」という愛称で知られている。1964年におこなわれた、第1回目の東京パラリンピックのメイン会場としても使われた。
地元区民らのスポーツレクリエーションに幅広く利用されている他、近接地にある国立競技場（新宿区・明治神宮外苑）で行われる主要な陸上大会の練習会場にも使われることがある 。
2024年4月15日から2026年3月31日まで改修工事のため利用できない。

## 施設概要
- 400mトラック8レーン
- ナイター照明塔あり
- シャワールームとコインロッカー

## 利用可能日
利用可能時間帯は以下の3区分。
- 午前 - 9:00～12:00
- 午後 - 13:00～17:00
- 夜間 - 18:00～21:00

下記の○が付いている時間帯に無料開放している。○が付いていない時間帯も団体が利用していなければ無料開放している。×が付いているのは整備日で休場。12月29日～1月3日も休場。
| 曜日                 | 午前 | 午後 | 夜間 |
| -------------------- | ---- | ---- | ---- |
| 月曜日               |      |      |      |
| 火曜日               |      |      | ○    |
| 水曜日               | ○    | ○    | ○    |
| 木曜日               |      |      |      |
| 第1・第3金曜日       | ×    | ×    | ○    |
| 第1・第3以外の金曜日 |      |      | ○    |
| 第3土曜日            | ○    | ○    | ○    |
| 第3以外の土曜日      |      |      | ○    |
| 第1日曜日            | ○    | ○    | ○    |
| 第1以外の日曜日      |      |      |      |

無料開放していない時間帯は団体利用ができ、2ヶ月前の16日の10:00から受け付けている。

## 交通
- 東京メトロ地下鉄千代田線代々木公園駅出口4より徒歩8分
- JR山手線原宿駅西口より徒歩11分
- 小田急小田原線代々木八幡駅南口より徒歩12分

## ギャラリー

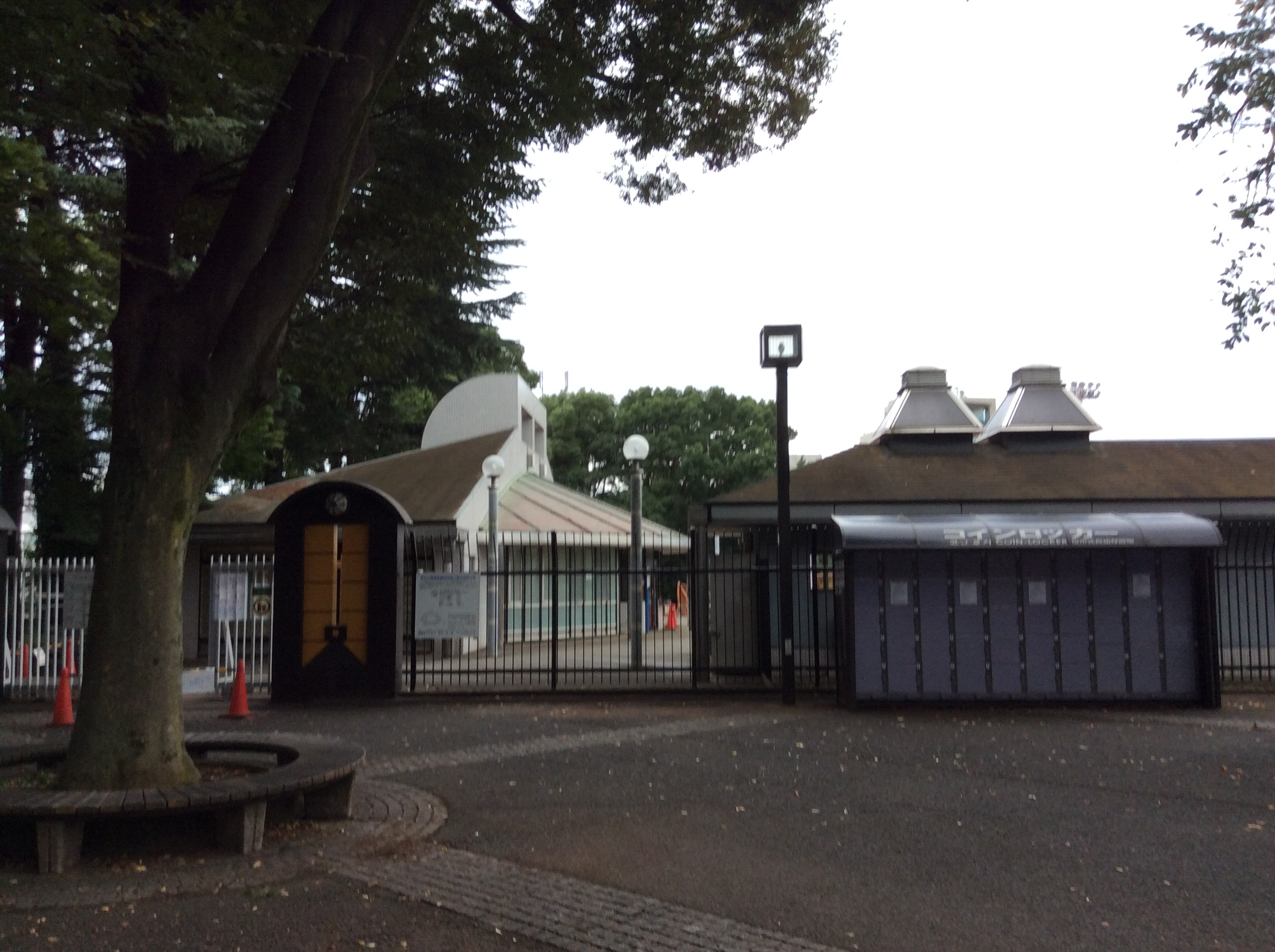
陸上競技場入口（2016年10月10日撮影）
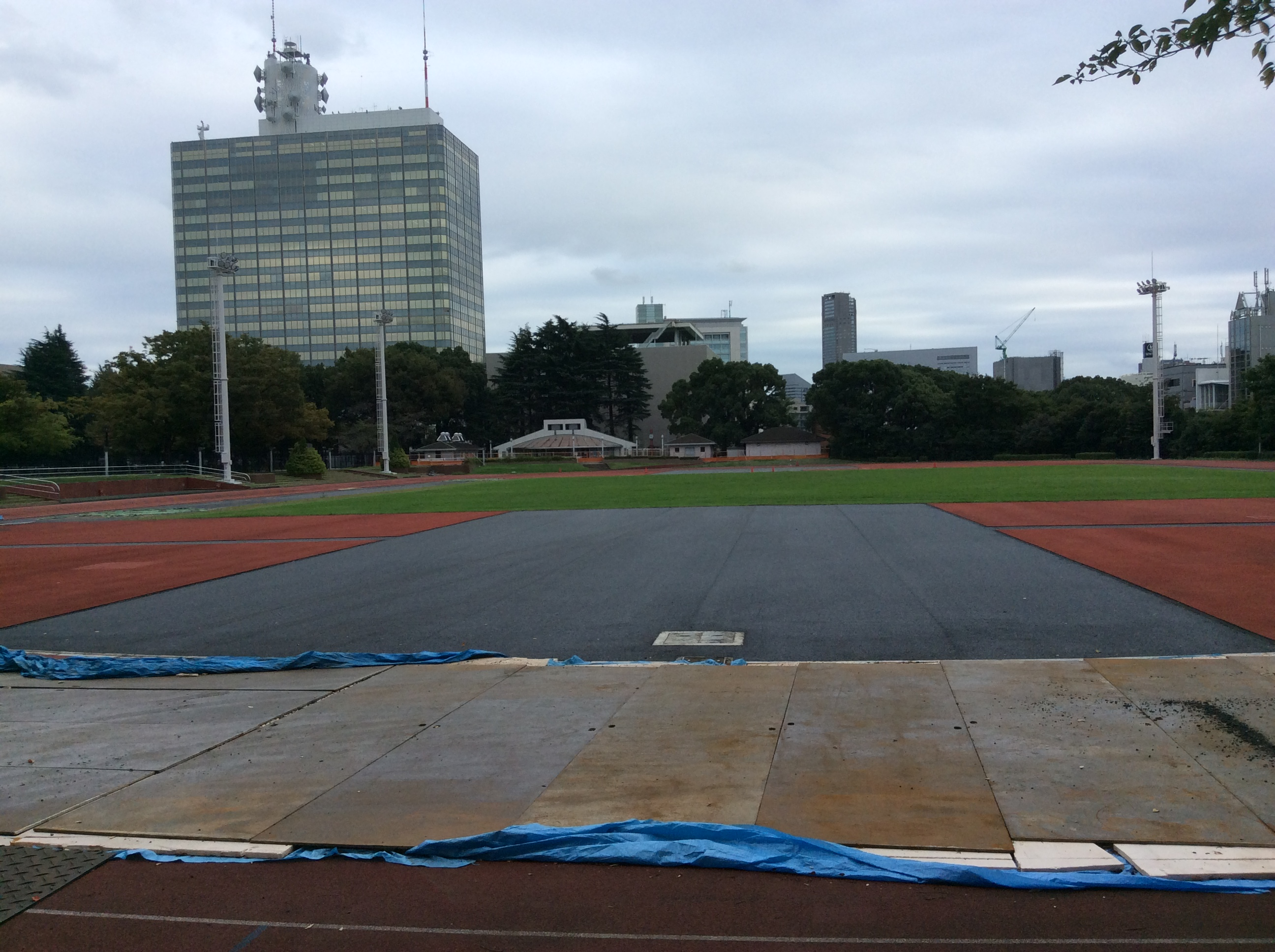
改修工事中の競技場（2016年10月10日撮影）